# Erik Amdrup
Erik Amdrup, né le 21 février 1923 à Tønder au Danemark et mort le 22 février 1998, est un chirurgien et un romancier danois, auteur de roman policier.

## Biographie
À partir de 1965, Erik Amdrup est médecin adjoint à l'hôpital municipal de Copenhague, de 1971 à 1988, consultant au service de gastroentérologie chirurgicale de l'hôpital municipal d'Aarhus et professeur de chirurgie à l'Université d'Aarhus.
En 1979, il publie son premier roman, Hilsen fra Hans. Avec Renters rente paru en 1989, il est lauréat du prix Palle-Rosenkrantz 1990. Danmarks Radio a acheté les droits de ce roman pour une adaptation en 1996 en une mini-série télévisée homonyme.

## Œuvre

### Romans
- Hilsen fra Hans (1979)
- Den næste (1981)
- Hvem førte kniven? (1983)
- Muldvarpen (1983)
- Trappen med de tretten trin (1984)
- Uansøgt afsked (1984)
- Arme riddere (1985)
- Skybrud (1986)
- Rene af hjertet (1987)
- Lucifers lov (1988)
- Ude i tovene (1989)
- Renters rente (1989)
- Nat på stationen (1990)
- Norden for lands lov (1991)
- Oh – at styre! (1991)
- Virtuosen (1992)
- Tro, håb og nederlag (1993)
- Angstens ansigt og andre historier (1994)
- Fæstningen (1995)
- Autonom (1996)
- Den andens brød (1997)
- I skygge (1998)

### Littérature de jeunesse
- Mistænkt (1985)
- Stemmen og ansigtet (1987)

### Littérature professionnelle
- Dumpingsyndromet og andre måltidsbestemte gener optrædende hos ventricelresecerede patienter – faglitteratur (1960)
- Kirurgisk gastroenterologi. En klinisk indføring (1978)
- Studies on peptic ulcer disease in department of surgery 1, Kommunehospitalet Copenhagen (1987)

### Autre ouvrage
- Som jeg så det. En kirurgs tilbageblik (1998)

## Prix et distinctions

### Prix
- Prix Palle-Rosenkrantz 1990 pour Renters rente[2]